# Castirla
Castirla település Franciaországban, Haute-Corse megyében. Lakosainak száma 144 fő (2022. január 1.). Castirla Castiglione, Corscia, Omessa, Prato-di-Giovellina és Soveria községekkel határos.

## Népesség
A település népességének változása:
| Lakosok száma | 185  | 184  | 145  | 169  | 172  | 169  | 168  | 159  | 154  | 144  |
|               | 1968 | 1982 | 1990 | 2006 | 2013 | 2015 | 2017 | 2019 | 2020 | 2022 |